# Pseudotrigonidium venustum
Pseudotrigonidium venustum är en insektsart som beskrevs av Andrej Vasiljevitj Gorochov 1999. Pseudotrigonidium venustum ingår i släktet Pseudotrigonidium och familjen syrsor. Inga underarter finns listade i Catalogue of Life.